# Aqueduto de Óbidos

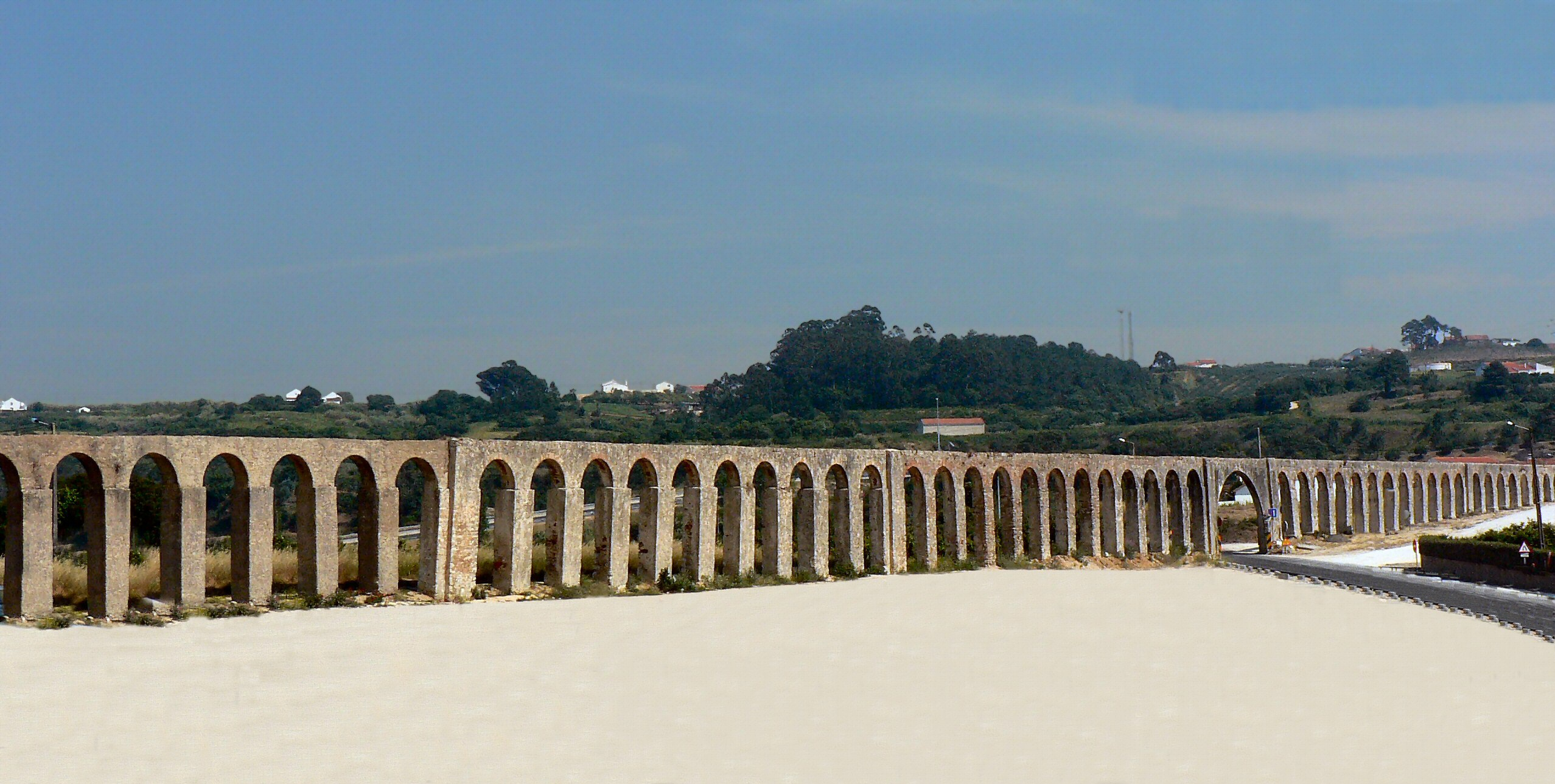
Aqueduto de Óbidos ou Usseira

O Aqueduto de Óbidos, também referido como Aqueduto da Usseira, localiza-se na freguesia de Santa Maria, São Pedro e Sobral da Lagoa, na vila e no município de Óbidos, região do Oeste portuguesa.

## História
Foi mandado construir por Catarina de Áustria por volta de 1570.
Encontra-se classificado como Imóvel de Interesse Público desde 1962.

## Características
Em alvenaria de pedra, ligava Usseira, onde se situa o manancial de água, a Óbidos, numa distância de 3 quilómetros.